# Bătălia de la Port Arthur
Bătălia navală de la Port Arthur (în limba japoneză:  旅順港海戦 / 旅順口海戦 Ryojunkō Kaisen sau 旅順港外海戦, Ryojunkōgai Kaisen, din 8–9 februarie 1904) a fost bătălia de început al Războiului ruso-japonez. Războiul a început cu un atac de noapte prin surprindere a unei grupări de nave japoneze formată din distrugătoare aparținând Marinei Imperiale Japoneze asupra Marinei Imperiale Ruse aflată ancorată la Port Arthur în provincia Manciuria (actualmente sectorul Lüshunkou al municipiului Dalian), lupta continuând pe uscat a doua zi dimineața.
Lupta s-a încheiat neconcludent și în continuare au avut loc lupte sporadice în afara Port Arthur care au continuat până în mai 1904. Pierderea de la Port Arthur pentru ruși - și mai ales pentru țarul Nicolae al II-lea - a fost nu numai de neconceput, dar de asemenea a avut efect psihologic teribil asupra regimul imperial rus, asupra poporului rus de la nobilime în jos până la iobagii recent emancipați, care și-au pierdut încrederea în armată. Port Arthur a fost un factor de cauzalitate directă pentru Revoluția Rusă din 1905 pe lângă încă și mai dezastruoasele înfrângeri rusești în Primul Război Mondial.

## Contextul
Etapa de deschidere a Războiului ruso-japonez a început cu un atac preemptiv al Marinei imperiale japoneze împotriva Flotei ruse din Pacific care avea baza la Port Arthur și la Chemulpo. Planul inițial al amiralului Togo a fost de a ataca rapid și decisiv Port Arthur cu Divizia 1-a a Flotei Combinate, constând din șase nave de linie (pre-dreadnought): Hatsuse, Shikishima, Asahi, Fuji și Yashima, conduse de nava amiral Mikasa și Divizia a 2-a, constând din crucișătoarele blindate Iwate, Azuma, Izumo, Yakumo și Tokiwa. Aceste mari nave de luptă și crucișătoare au fost însoțite de aproximativ 15 distrugătoare și în jur de 20 de nave torpiloare mai mici. În rezervă au fost păstrate crucișătoarele Kasagi, Chitose, Takasago și Yoshino. Cu această forță de mare, bine instruită și bine-armată cu surpriza de partea lui, amiralul Tōgō Heihachirō spera că poate da o lovitură zdrobitoare flotei ruse la scurt timp după ruperea relațiilor diplomatice dintre guvernele japoneză și rusă.

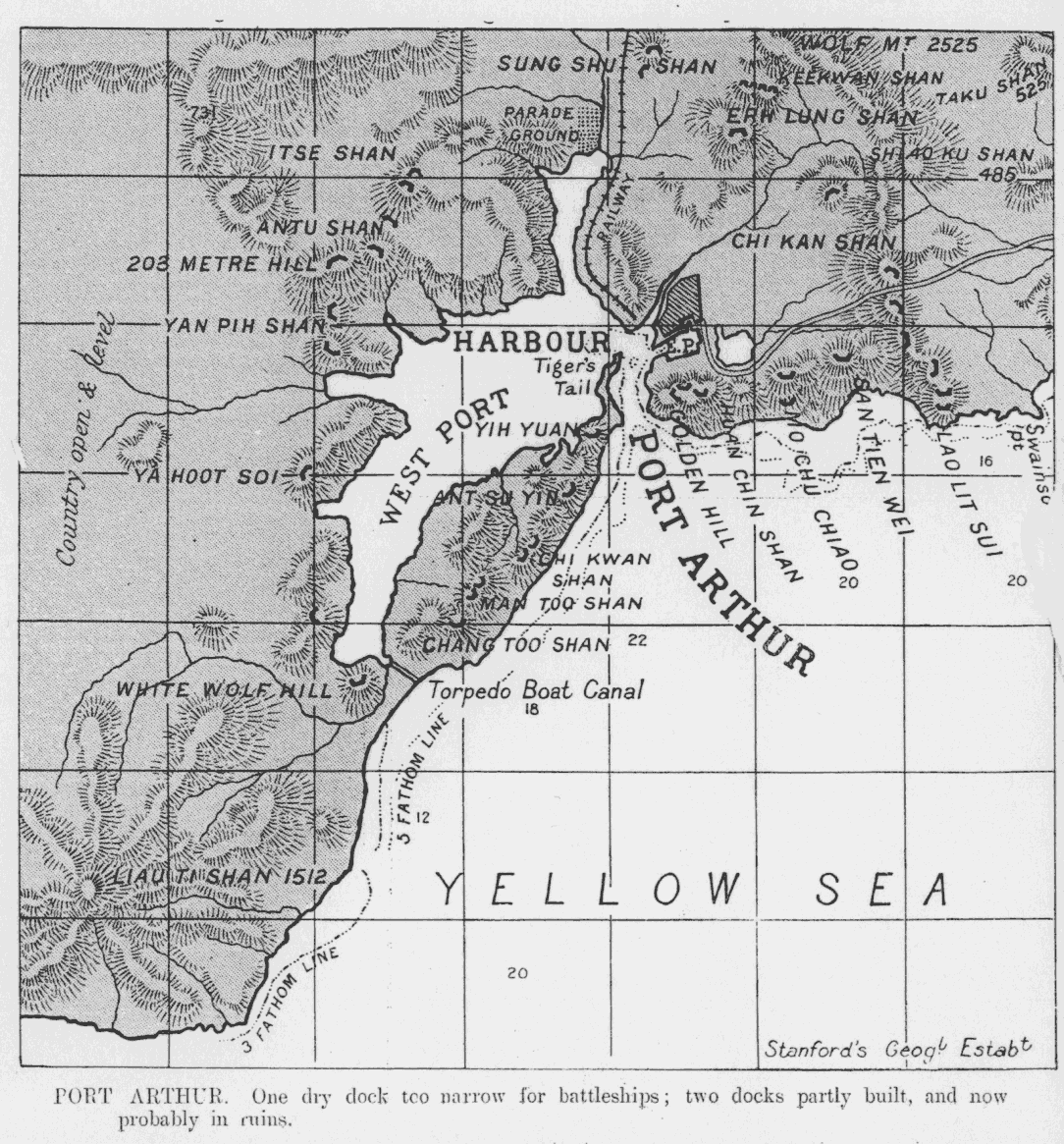
Harta Port Arthur

Pe partea rusă, amiralul Stark avea navele de linie Petropavlovsk, Sevastopol, Peresvet, Pobeda, Poltava, Țesarevici și Retvizon, susținute crucișătoarele ușoare Pallada, Diana, Askold, Novik și Boyarin, toate ancorate și în protecția  bazei navale fortificate din Port Arthur. Cu toate acestea, apărarea bazei navale Port Arthur nu au fost atât de puternică cât ar fi putut să fie, câteva din baterii de artilerie de coastă operaționale au fost mutate la Dalny pentru îmbunătățirea apărării și în noaptea din 9 februarie 1904 cea mai mare a corpului ofițeresc rus erau la o petrecere fiind invitați de amiralul Stark.
Amiralul Tōgō a primit informații false de la spionii locali că garnizoanele în și în jurul Port Arthur sunt în alertă maximă, el nu era dispus să riște să expună navele sale mari artileriei de cosdtă rusești, ținând în rezervă flota sa principală, împărțind forța alcătuită din distrugătoare în două, una atacând Port Arthur și celălalt baza rusă la Dalny.

## Atacul de noapte din 8-9 februarie 1904

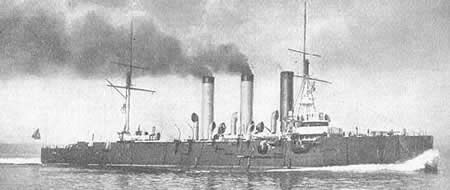
Crucișător rus Pallada

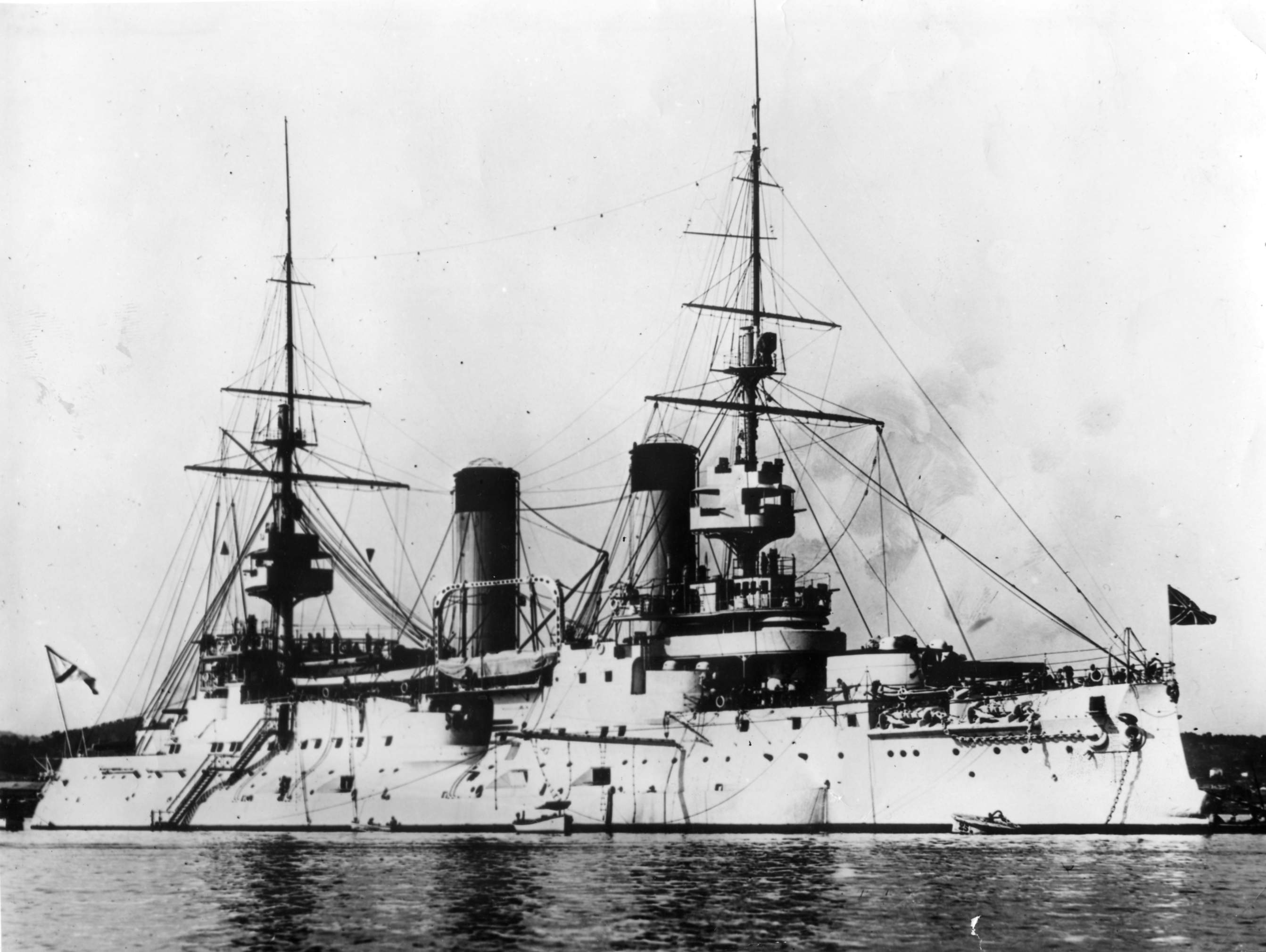
Crucișător rus Țesarevici

La aproximativ 22:30, în data de 8 februarie 1904, escadra japoneză de atac format din  10 distrugătoare a întâlnit patrula rusească de distrugătoare. Rușii s-au conformat ordinelor de a nu se angaja în luptă și s-au întors să raporteze despre contact la sediul central. Ca urmare a întâlnirii, două distrugătoare japoneze s-au ciocnit și au rămas în spatele și restul s-au  împrăștiat. La aproximativ 00:28, 9 februarie 1904, primele patru distrugatoare japoneze s-au apropiat de portul din Port Arthur fără a fi observați și au lansat un atac cu torpile împotriva crucișătorului rus  Pallada (care a lovit nava la mijloc, care a luat foc, și s-a răsturnat) și Retvizon care a fost găurită în provă). Celelalte distrugătoare japoneze au avut mai puțin succes, multe dintre torpile au fost prinse în plasele antitorpilă , care au fost eficiente în apărarea contra torpilelor și au apărat navele vitale de luptă rusești.  Alte distrugătoare au ajuns prea târziu pentru a beneficia de surpriză, și au lansat atacurile lor mai mult individual decât în grup. Cu toate acestea, ele au fost capabile de a avaria nava cea mai puternică a flotei ruse, Țesarevici. Distrugătorul japonez Oboro a lansat ultimul atac în jurul orei 02:00, oră la care rușii au fost deja pe deplin trezi și proiectorii lor și loviturile tunurilor  au făcut imposibile atacurile de torpilă precise și de aproape ale japonezilor.
În ciuda condițiilor ideale pentru un atac surpriză, rezultatele au fost relativ slabe. Din șaisprezece torpile lansate doar trei și-au atins ținta restul fie au greșit ținta, fie nu au explodat. Dar norocul a fost împotriva rușilor în măsura în care două din trei torpile au lovit nave lor de lupta cele mai bune: Retvizon și Țesarevici care au fost scoase de acțiune pentru săptămâni, așa cum a fost și Pallada.

## Luptele de zi din 9 februarie 1904

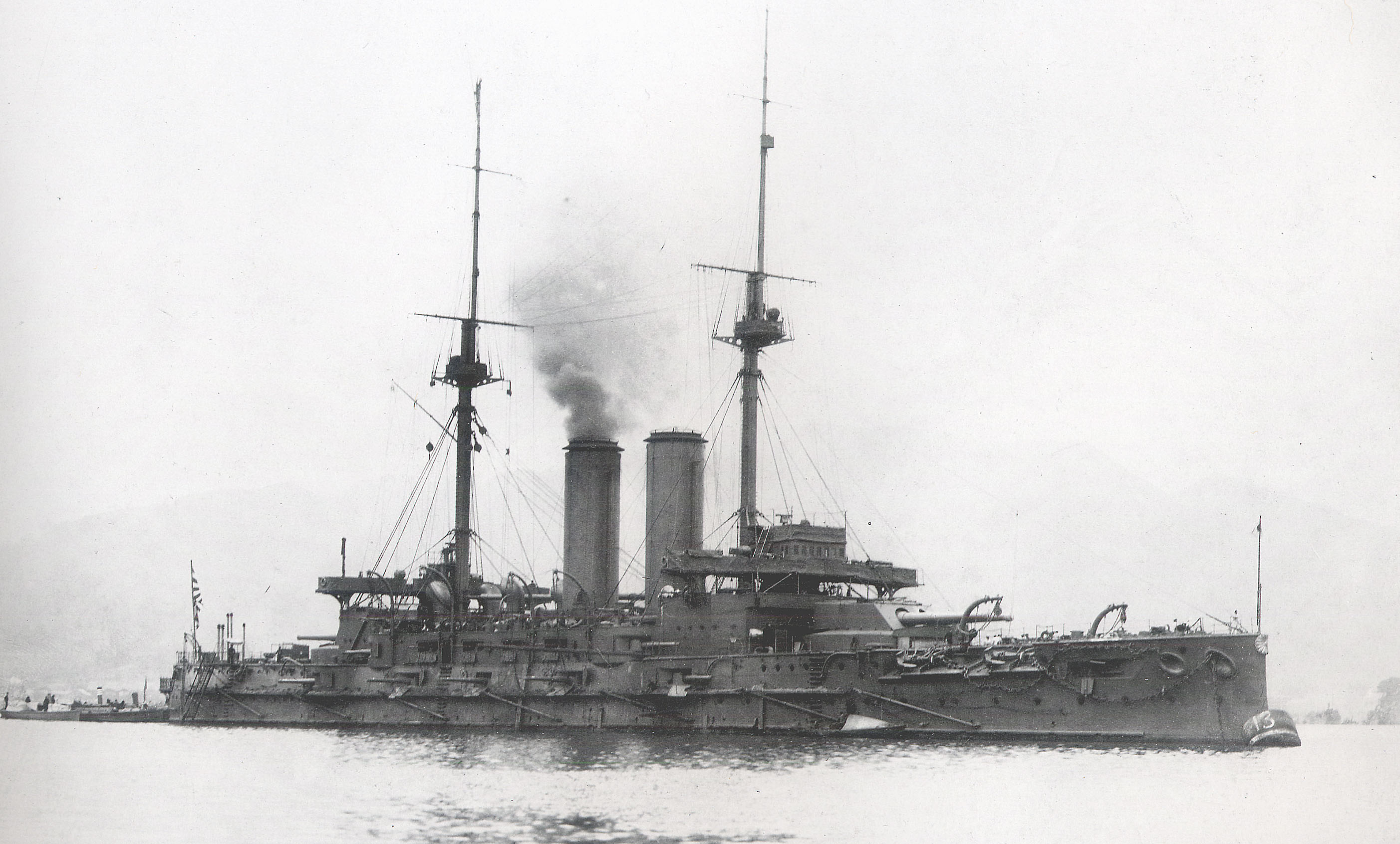
Crucișător japonez Mikasa

După atacul de noapte, amiralul Tōgō a trimis subordonatul său, vice-amiralul Dewa Shigetō, cu patru crucișătoare într-o misiune de recunoaștere la ora 08:00 să descopere  navele ancorate în Port Arthur și pentru a evalua pagubele. Pe la ora 09:00 amiralul Dewa a fost destul de aproape pentru a număra navele flotei ruse prin ceața dimineții. El a observat 12 nave de luptă și crucișătoare, trei sau patru dintre ele păreau a fi tare canarisite (înclinate transversal) sau eșuate. Navele mai mici în afara intrării în port erau în dezordine aparentă. Dewa s-a apropiat la aproximativ 6.900 m de port, dar nimeni nu a observat navele japoneze, el a fost convins că atacul de noapte a paralizat cu succes flota rusă, a părăsit repede portul pentru a raporta amiralului Tōgō.
Neștiind că flota rusă  era gata de luptă, amiralul Dewa l-a îndemnat pe Tōgō că este momentul extrem de avantajos pentru flota principală japoneză să atace rapid. Deși Tōgō ar fi preferat să ademenească flota rusă departe de protecția bateriilor de coastă, concluziile greșit optimiste ale lui Dewa sugerau că riscul este justificat. Amiralul Tōgō a ordonat Primei divizii să atace portul, cu Divizia a treia ca rezervă în spate.
La apropierea de Port Arthur japonezii au dat de crucișătorul rus Boyarin, care era în patrulare. Boyarin a tras spre Mikasa de la distanță mare, apoi s-a întors și a fugit. În jurul orei 12:00, la o distanță de aproximativ 5 mile,   a început lupta între flotele japoneză și rusă. Japonezii au tras foc concentrat cu tunurile lor de 12" asupra bateriilor de coastă rusești, iar cu tunurile lor de 8" și 6" împotriva navelor rusești. Canonada a avut rezultate slabe de ambele părți, dar japonezii au deteriorat grav navele Novik, Petropavlovsk, Poltava, Diana și Askold. În curând a devenit evident că amiralul Dewa a făcut calcule eronate, rușii și-au revenit din atacurile inițiale distrugătoare și navele lor de luptă s-au pus în mișcare.  În primele cinci minute ale luptei nava Mikasa a fost lovită de un obuz care a ricoșat, care a căzut peste marinari, rănind inginerul șef, locotenentul de pavilion, și alți cinci ofițeri și bărbați, distrugând pupa.
La 12:20 Amiralul Tōgō Heihachirō a decis să schimbe cursul și să scape din capcană. A fost o manevră extrem de riscantă, care expunea la flota la tirul greu al bateriilor de coastă rusești. În ciuda loviturilor de tun, navele de luptă japoneze au terminat manevra de întoarcere  și s-au retras rapid în afara razei de acțiune a tunurilor rusești. Navele 'Shikishima, Mikasa, Fuji și Hatsuse au fost toate avariate, primind 7 lovituri. Câteva lovituri au primit crucișătoarele amiralului Hikonojo Kamimura în clipa în care acestea au ajuns la punctul de cotitură. Rușii, în schimb au primit aproximativ 5 lovituri, distribuite între navele de luptă Petropavlavsk, Pobeda, Poltava și Sevastopol.. În acest timp crucișătorul Novik s-a apropiat la 3,000 m de crucișătoarele japoneze și a lansat o salvă de torpile.
Toate torpilele și-au ratat ținta, deși Novik a primit o torpilă bine țintită, care a lovit nava sub linia de plutire.

## Rezultatul Bătăliei

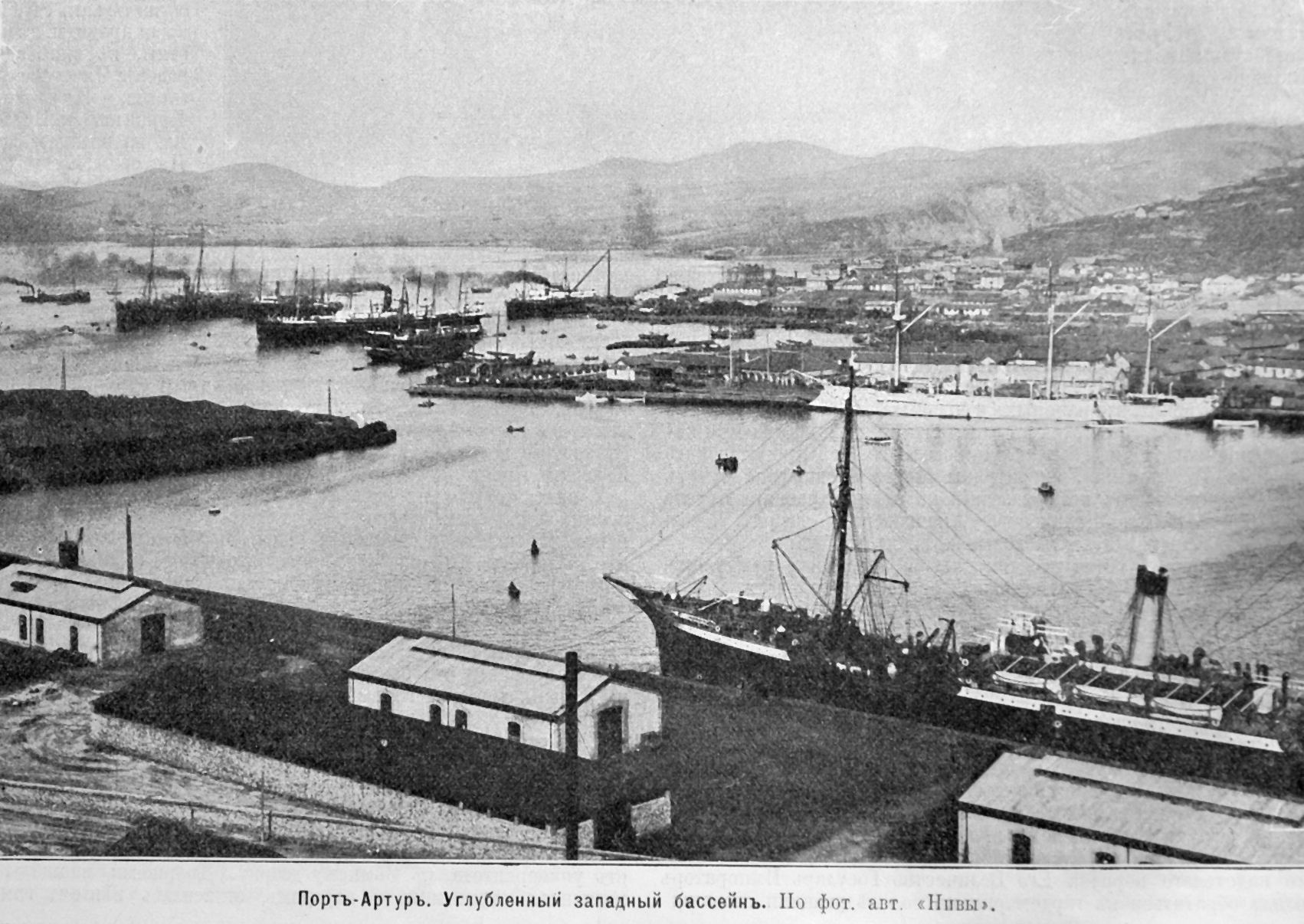
Port Arthur

Deși bătălia navală de la Port Arthur nu a avut ca rezultat pierderi majore de nave de război, Marina Imperială Japoneză fost respinsă de pe câmpul de luptă de tirul combinat al navelor de luptă rusești și bateriilor de coastă, atribuindu-le doar o victorie minoră.  Rușii au avut 150 de pierderi de vieți omenești la aproximativ 90 de morți pentru partea japoneză. Deși nu a fost scufundată nicio navă nici de-o parte, nici de cealaltă, mai multe nave au fost avariate. Japonezii au avut de reparat navele în docul uscat din Sasebo, dotat cu toate facilitățile, în timp ce flota rusă a avut doar capacități de reparare foarte limitate la Port Arthur.
Era evident, că viceamiralul Dewa Shigetō nu a reușit facă recunoaștere de la distanță destul de mică și că o dată adevărata situație a fost evidentă, obiecția amiralului Togo să se angajeze în luptă cu navele inamicului sub focul bateriilor de coastă rusești a fost justificată.
Declarație oficială de război între Japonia și Rusia a fost comunicată la 10 februarie 1904 după o zi de bătălie. Atacul, realizat în mare măsură împotriva unui inamic modest și nepregătit, în timp de pace, a fost comparat cu atacul de la Pearl Harbor